# Ле Блан, Макс
Макс Юлиус Луи Ле Блан (нем. Max Julius Louis Le Blanc ; 26 мая 1865, Барцяны — 31 июля 1943, Лейпциг) — немецкий электрохимик, профессор Технологического института Карлсруэ и Лейпцигского университета.

## Биография
Макс Юлиус Луи Ле Блан родился 26 мая 1865 года в Барцяны в семье секретаря Луи Ле Блана и его жены Мари Киктон. В 1883 году Макс Ле Блан успешно сдал вступительное экзамен в гимназию в Растенбурге. С 1883 по 1886 год он изучал химию в университетах Тюбингена, Мюнхена и Берлина. После этого в Берлине он, под руководством Августа Вильгельма Гофмана, получил степень кандидата химических наук; затем Ле Блан работал помощником Вильгельма Фридриха Оствальда в Лейпциге. В 1891 году Ле Блан защитил диссертацию и стал доктором химических наук, а в 1895 — получил позицию профессора; читал лекции в Лейпцигском университете до летнего семестра 1896 года.
В том же, 1896, году Ле Блан перешел в электрохимический отдел компании «Hoechst», располагавшийся во Франкфурте-на-Майне, который в те годы только создавался. В 1901 году Ле Блан получил приглашение от новой кафедре физической химии и электрохимии Технологического института Карлсруэ. В 1906 году он вернулся в Лейпцигский университет, где работал до 1933 года; в 1925—1926 являлся ректором данного учебного заведения. Макс Ле Блан в основном занимался исследованиями резины и изучал проводимость оксидов металлов. С 1907 года он был полноправным членом Саксонской академии наук, а в 1925 году он был избран членом Германской академии естествоиспытателей «Леопольдина». В 1937 году получил Медаль Котениуса от Леопольдины.
11 ноября 1933 года Макс Ле Блан был среди более 900 ученых и преподавателей немецких университетов и вузов, подписавших «Заявление профессоров о поддержке Адольфа Гитлера и национал-социалистического государства».
В Лейпциге Ле Блан открыл, что потенциал разложения имеет характерное индивидуальное значение для электролиза разных ионов в растворе. Ле Блан и Килиани открыли, что электролиз может быть использован для селективного разделения и количественного определения отдельных металлов в растворе (см. электрогравиметрия). Кроме того, Ле Блан разработал водородный электрод для измерения pH, кислотоустойчивые диафрагмы, капилляр для измерения электродных потенциалов и метод записи переменного тока (осциллограф).

## Работы
- Ist das Schmelzen kristallisierter Körper mit einer Vor- und einer Nachgeschichte verbunden? / Le Blanc, Max. — Leipzig : Hirzel, 1933.
- Starke Leitfähigkeitszunahme von Nickeloxyd bei Aufnahme von Sauerstoff / Le Blanc, Max. — Leipzig : Hirzel, 1930.
- Über die Elektronenleitfähigkeit von festen Oxyden verschiedener Valenzstufen / Le Blanc, Max. — Leipzig : Hirzel, 1930.